# Редвуд (Нью-Йорк)
Редвуд (англ. Redwood) — переписна місцевість (CDP) в США, в окрузі Джефферсон штату Нью-Йорк. Населення — 493 особи (2020).

## Географія
Редвуд розташований за координатами 44°17′53″ пн. ш. 75°48′28″ зх. д. / 44.29806° пн. ш. 75.80778° зх. д. (44.298188, -75.807880).  За даними Бюро перепису населення США в 2010 році переписна місцевість мала площу 6,62 км², з яких 5,23 км² — суходіл та 1,38 км² — водойми.

## Демографія
Згідно з переписом 2010 року, у переписній місцевості мешкало 605 осіб у 218 домогосподарствах у складі 165 родин. Густота населення становила 91 особа/км².  Було 275 помешкань (42/км²).
Расовий склад населення:
| - 97,7 % — білих - 0,5 % — чорних або афроамериканців - 0,3 % — корінних американців - 0,2 % — азіатів |

До двох чи більше рас належало 1,2 %. Частка іспаномовних становила 2,0 % від усіх жителів.
За віковим діапазоном населення розподілялося таким чином: 27,9 % — особи молодші 18 років, 60,9 % — особи у віці 18—64 років, 11,2 % — особи у віці 65 років та старші. Медіана віку мешканця становила 35,9 року. На 100 осіб жіночої статі у переписній місцевості припадало 100,3 чоловіків;  на 100 жінок у віці від 18 років та старших — 100,0 чоловіків також старших 18 років.
Середній дохід на одне домашнє господарство  становив 44 184 долари США (медіана — 36 891), а середній дохід на одну сім'ю — 44 141 долар (медіана — 37 417). За межею бідності перебувало 9,8 % осіб, у тому числі 13,9 % дітей у віці до 18 років та 0,0 % осіб у віці 65 років та старших.
Цивільне працевлаштоване населення становило 252 особи. Основні галузі зайнятості: мистецтво, розваги та відпочинок — 48,8 %, освіта, охорона здоров'я та соціальна допомога — 22,2 %, транспорт — 11,5 %, публічна адміністрація — 3,2 %.